# Waaslandhaven

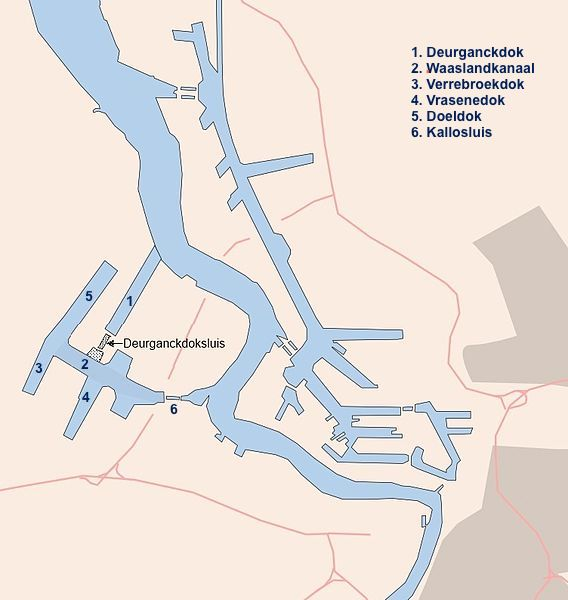
Waaslandhaven

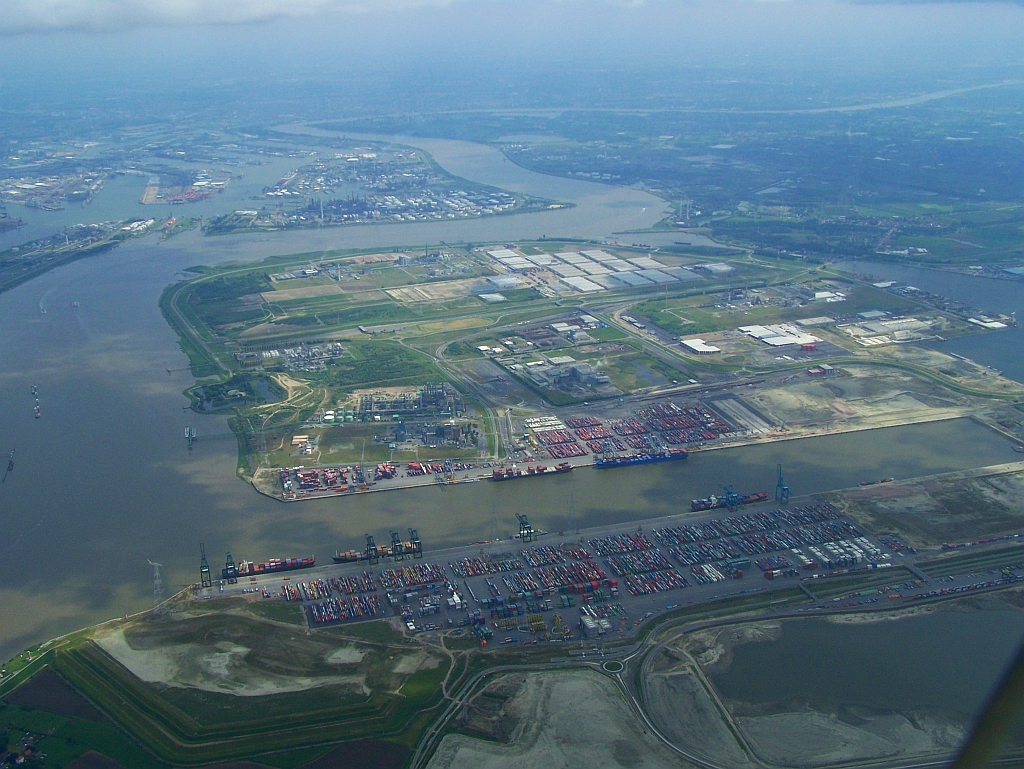
Waaslandhaven

De Waaslandhaven is het deel van de haven van Antwerpen dat zich op de linkeroever van de Schelde bevindt, op het grondgebied van de Belgische gemeente Beveren-Kruibeke-Zwijndrecht in de provincie Oost-Vlaanderen. De haven is genoemd naar de regio Waasland.

## Geschiedenis

### Planning
Tijdens de jaren 60 kampte de haven van Antwerpen met ontsluitingsproblemen op rechteroever. Een mogelijke oplossing hiervoor was om verder uit te breiden op de Linkerscheldeoever. Vanuit de stad Antwerpen werd dan ook gedacht dit te realiseren naar analogie met de uitbreidingen op rechteroever in de gemeenten Zandvliet en Berendrecht. Daarna zou het grondgebied op de linkeroever na de grondverwerving bij Antwerpen te annexeren zijn.
Gedurende de lente van 1968 werd een bouwverbod afgekondigd voor de gemeenten Doel, Verrebroek, Kallo, Meerdonk en Kieldrecht. Het jaar nadien vonden de eerste onteigeningen plaats voor de bouw van de Kallosluis en de aanleg van industrieterreinen.
Later werd het aandeel van de Linkerscheldeoever voor het Waasland wettelijk vastgelegd. Dankzij de fusie tussen de gemeenten Beveren, Doel, Kallo, Kieldrecht, Verrebroek, Haasdonk en Melsele in 1977, kon Beveren deze gemeenten toevoegen aan haar grondgebied. Vijf van de nieuwe deelgemeenten vielen met hun grondgebied deels binnen het havengebied dat door de stad Antwerpen gecontroleerd werd. Dit leidde tot veel tegenstand vanuit het Waasland, aangezien zij naast een deel van de lasten zoals bijvoorbeeld de onteigeningen, ook een deel van de opbrengsten van de havenontwikkelingen opeisten die toen werden geleid door het Antwerpse havenbestuur.
Na jarenlange discussie kwamen het Waasland, de provincie Oost-Vlaanderen en Antwerpen dan uiteindelijk tot een akkoord 1978 in de zogenaamde "Wet Chabert". Deze houdt twee fundamentele beslissingen in:
1. het beheer en de exploitatie van de haven werd toevertrouwd aan het gemeentelijk havenbedrijf van de stad Antwerpen
2. het grond- en industriebeheer kwamen toe aan een bijzondere maatschappij, namelijk de Maatschappij Linkerscheldeoever, waarin de Staat en de openbare instanties van beide oevers zetelden.

Door het tot stand komen van deze wet kon/kan het Waasland ook meedelen in de havenopbrengsten (via de Maatschappij Linkerscheldeoever), terwijl het beheer van de havenfaciliteiten nog steeds door één bedrijf werd uitgevoerd (het gemeentelijk havenbedrijf van de stad Antwerpen).
Ondertussen had de Belgische Staat, gezien de economische druk voor expansie, zelf initiatieven genomen en prefinancieringsovereenkomsten afgesloten. Dit hield in dat onteigeningen gefinancierd werden door de bedrijven zelf. Vanaf het moment dat de gronden dan in orde waren, werden ze door de Belgische Staat overgedragen aan deze bedrijven. Voor grondgebied Beveren waren dit Progil, Bayer en Thermische Centrale Kallo, voor het grondgebied Zwijndrecht Petrochim en Union Carbide. Hierdoor kon de Maatschappij Linkerscheldeoever geen opbrengsten uit concessie meer genereren.
Bij aanvang van de Waaslandhaven was het de bedoeling de haven te ontwikkelen tot een industriële haven met de nadruk op de petrochemie. In die tijdsgeest was het daarboven de intentie de volledige haven te realiseren in een tijdsbestek van vijftien jaar. Dit project hield de aanleg van het zogenaamde Baalhoekkanaal in, een kanaal dat dwars doorheen de polders van Kallo, Doel en het grondgebied van Nederland stroomt samen met de aanleg van het huidige Waaslandkanaal en zijn dokken.
Na de economische terugval in de jaren zeventig en de hoge kostprijs van de onteigeningen bleken deze uitbreidingsplannen op grove overschattingen van de groei te steunen. Na protest van de bewoners in het gebied werd de havenuitbreiding in 1978 voorlopig beperkt tot het zuidelijke deel van de Scheldepolders. Het noordelijke deel, met uitzondering van de zone rond het dorp Doel, bleef op het gewestplan wel ingekleurd als havenuitbreidingsgebied voor toekomstig gebruik, met reservatiestroken voor het Baalhoekkanaal en het Kieldrechtdok. De zone rond Doel werd woon- en landbouwgebied.
Sinds 1998 werkte de Vlaamse regering aan plannen voor een uitbreiding van de Waaslandhaven in het noordelijke deel van de Wase polders, waar onder meer het Saeftinghedok werd voorzien, op de plaats waar het dorp Doel ligt.

#### Ontsluiting
De Waaslandhaven wordt voornamelijk ontsloten door de autosnelweg R2, die op de A11 aantakt, en door de spoorweg via de Antigoontunnel.
Voor de ontsluiting van de Waaslandhaven werden drie nieuwe wegen voorgesteld:
- Nx: parallel aan de A11 (noordzijde), van de provinciegrens tot de N451. Dit plan werd in 2012 verder uitgewerkt in een plan-MER[2]
- Ny: van de Nx (A11/N49), net ten oosten van afritcomplex 10 Vrasene tot het Verrebroekdok, eventuele verlenging tot aan de zone 'Saeftinghe' rond het Saeftinghedok indien dit gebouwd zou worden. Hiervoor zou het natuurgebied Putten Weiden moeten verdwijnen.
- Nz: van de R2 tot het Deurganckdok. De Nz werd gerealiseerd na de bouw van het Deurganckdok als de Sint-Antoniusweg.

Tezamen vormen deze een ontsluitingsring van primaire wegen (type II) voor de Waaslandhaven.

### Aanleg
Tussen 1980 en 1986 begonnen de graafwerken voor de bouw van het Waaslandkanaal, het Vrasenedok en het Doeldok. Om het verkeer te ontlasten werd in 1987 de Liefkenshoektunnel gebouwd, een derde tunnel tussen linker- en rechteroever.
Toen de inkomsten van de Waaslandhaven in november 1989 alle verwachtingen overstegen, was er snel sprake van de bouw van een eventueel nieuw dok waardoor in 1996 het Verrebroekdok verwezenlijkt werd. Dit dok werd bij de bouw nog maar voor twee derde afgewerkt, hoewel de kaaimuren al wel geplaatst zijn. Doordat het terrein sindsdien braak lag, is het nu uitgegroeid tot een waardevol natuurgebied, dat de informele naam "de verrebroekse plassen" heeft gekregen. Door de hoge natuurwaarde is een afwerking van het dok niet terug te vinden in uitbreidingsplannen van de Waaslandhaven. 
De Waaslandhaven beschikt ook nog over het Deurganckdok, het grootste getijdendok ter wereld. Dit werd in de periode 1999-2005 ten zuiden van Doel gegraven. Om de aanleg van dit dok mogelijk te maken werd beslist om het noordelijk gedeelte van het Doeldok terug te dichten.
Een belangrijk gevolg hiervan was dat het evenwicht in het compromis van de 'wet Chabert' verstoord werd, aangezien de opbrengsten van de gronden rondom het Deurganckdok, oorspronkelijk door Maatschappij Linkeroever bestemd voor industriële activiteiten, na de realisatie van het dok onder de leiding van het Havenbedrijf Antwerpen vielen. De winst op de uitbating van de zone zou daarom toekomen aan de haven en dus de stad Antwerpen in plaats van de gemeenten van het Waasland. Ter compensatie van deze verliezen voor het Waasland werd het Logistiek Park Waasland opgericht, waarvan de opbrengsten integraal naar Interwaas gaan. Deze zelfde problematiek als bij het Deurganckdok blijft evenwel van kracht voor de toekomstige Saefthingezone, die oorspronkelijk ook industriële zone is. Hiervan zullen de opbrengsten naar de Maatschappij Linkeroever gaan. Indien hier gekozen wordt voor een dok, zullen ook hier de latere opbrengsten naar het Havenbedrijf Antwerpen gaan en zal er nog een compromis moeten gevonden worden voor de "lustenderving" van de Maatschappij L.O. en dus ook het Waasland.
Van 2008 tot 2014 werd gewerkt aan de Antigoontunnel. Om het Deurganckdok te verbinden met de andere dokken werd 24 oktober 2011 begonnen aan de bouw van de Kieldrechtsluis, de grootste ter wereld. In 2016 werd de sluis in gebruik genomen.

## Tewerkstelling
Momenteel heeft de haven in het Linkerscheldeoevergebied een totale oppervlakte van 7000 hectaren waarvan er momenteel 2500 worden uitgebaat als bedrijventerrein. Dit zorgde voor een tewerkstelling van 14 595 werknemers eind 2011.
Berendrechtsluis · Bonapartesluis · Boudewijnsluis · Kieldrechtsluis · Kallosluis · Kattendijksluis ·  Royerssluis · Van Cauwelaertsluis · Zandvlietsluis · Zuidersluis